# Thought Contagion
Thought Contagion è un singolo del gruppo musicale britannico Muse, pubblicato il 15 febbraio 2018.

## Descrizione
Prodotto da Rich Costey, già collaboratore dei Muse per la produzione degli album Absolution e Black Holes & Revelations, il brano è stato interamente composto durante la fine del 2017 dal frontman Matthew Bellamy. L'idea originale del brano prevedeva l'utilizzo di un theremin nella melodia principale e sonorità più pesanti nelle strofe, prima di stravolgerla in occasioni delle sessioni di registrazione avvenute nel novembre dello stesso anno:
(Matthew Bellamy intervistato da Rolling Stone)
Sempre dal punto di vista musicale, lo stesso frontman ha accostato le sonorità di Thought Contagion a quelle di Fury (bonus track dell'edizione giapponese di Absolution) definendola Fury II, Il testo, invece, è di carattere politico e spiega il modo in cui i pensieri, le idee e le convinzioni altrui possono a volte condizionare la propria mente.
Nello stesso anno il brano è stato inserito nella lista tracce dell'ottavo album in studio Simulation Theory, nel quale figura come settima traccia.

## Video musicale
Il video è stato diretto da Lance Drake (regista del precedente singolo del gruppo Dig Down) a Los Angeles tra il 23 e il 24 gennaio 2018, venendo reso disponibile il 15 febbraio 2018 attraverso il canale YouTube del gruppo.

## Tracce
Testi e musiche di Matthew Bellamy.
1. Thought Contagion – 3:26

## Formazione
Gruppo
- Matthew Bellamy – voce, chitarra, tastiera, sintetizzatore, programmazione
- Chris Wolstenholme – basso, sintetizzatore, cori
- Dominic Howard – batteria, sintetizzatore

Produzione
- Rich Costey – produzione
- Muse – produzione
- Adam Hawkins – ingegneria del suono, missaggio
- Rob Bisel – assistenza all'ingegneria del suono
- Tyler Beans – assistenza all'ingegneria del suono
- Martin Cooke – assistenza all'ingegneria del suono
- Aleks von Korff – assistenza all'ingegneria del suono
- Chris Whitemyer – assistenza tecnica
- Jeremy Berman – assistenza tecnica
- Dylan Neustadter – assistenza ai Shangri-La
- Sam Grubbs – assistenza ai Shangri-La
- Colin Willard – assistenza ai Shangri-La
- Randy Merrill – mastering

## Classifiche
| Classifica (2018)                | Posizione massima |
| -------------------------------- | ----------------- |
| Belgio (Fiandre)                 | 52                |
| Belgio (Vallonia)                | 55                |
| Francia                          | 7                 |
| Regno Unito                      | 76                |
| Regno Unito (rock & metal)       | 1                 |
| Stati Uniti (alternative)        | 1                 |
| Stati Uniti (mainstream rock)    | 9                 |
| Stati Uniti (rock & alternative) | 10                |
| Svizzera                         | 24                |